# Bönningstedt
Bönningstedt er en by og en kommune i det nordlige Tyskland, beliggende under Kreis Pinneberg i den sydlige del af delstaten Slesvig-Holsten. I kommunen ligger bydelene Winzeldorf og Rugenbergen.

## Geografi
Bönningstedt ligger ved Bundesstraße B 4 og motorvejen A 7 lige nord for Hamborg. Jernbanen Hamburg-Altona–Kaltenkirchen–Neumünster passerer gennem kommunen, og har station i byen. Vandløbene Mühlenau Rugenwedelsau løber gennem kommunen, og dele af Statsskov Rantzau ligger i kommunens område.